# Stefanos-Petros Santa
Stefanos-Petros Santa (in greco Στέφανος-Πέτρος Σάντα?; 21 maggio 1975) è un pallanuotista rumeno naturalizzato greco.

## Biografia
Nato in Romania e cresciuto nel Vitoroul, successivamente gioca nella Steaua Bucarest e nel Cluj Napoca. Nel 1997 si trasferisce all'Ilisiakos per poi andare a giocare nel Vouliagmeni: proprio in questi anni ottiene la cittadinanza greca, divenendo così convocabile in Nazionale.
Nel 2003 passa al Panionios ed alla prima stagione si laurea capocannoniere della A1 Ethniki con 75 reti. Nel 2006 viene invece acquistato dall'Olympiakos, con cui vince tre scudetti (2007, 2008 e 2009).

Con la Nazionale ha conquistato il bronzo ai Mondiali di Montreal e nella World League del 2004.